# کلبی بیشاپ
کلبی بیشاپ (انگلیسی: Colby Bishop؛ زادهٔ ۴ نوامبر ۱۹۹۶) بازیکن فوتبال اهل بریتانیا است.
از باشگاه‌هایی که در آن بازی کرده‌است می‌توان به باشگاه فوتبال گلاستر سیتی و باشگاه فوتبال نوتس کانتی اشاره کرد.